# Morti nel 2003/Maggio
| Questa pagina contiene informazioni ricavate automaticamente dalle voci biografiche con l'ausilio del template Bio e di un bot. L'aggiornamento è periodico e automatico e ricostruisce completamente la pagina. Se manca una persona in questa lista, sei pregato di non aggiungerla, ma accertati piuttosto che la sua voce biografica contenga il template Bio e che i dati anagrafici siano correttamente compilati. Se il template Bio manca, inseriscilo tu stesso o, in alternativa, metti l'avviso {{tmp\|Bio}} che ne segnala la mancanza. Se i dati riportati sono sbagliati, correggi direttamente la voce biografica; le modifiche saranno visibili in questa lista entro pochi giorni. Per chiarimenti vedi il progetto biografie. La lista contiene solo le 111 persone che sono citate nell'enciclopedia e per le quali è stato implementato correttamente il template Bio. Pagina aggiornata al 10 lug 2025. |

- 1º maggio - Wim van Est, ciclista su strada e pistard olandese (n. 1923)
- 1º maggio - Miss Elizabeth, statunitense (n. 1960)
- 2 maggio - Mohammed Dib, scrittore algerino (n. 1920)
- 2 maggio - Blaga Dimitrova, poeta, scrittrice e politica bulgara (n. 1922)
- 2 maggio - Luigi Gaiani, politico e partigiano italiano (n. 1910)
- 3 maggio - Velleda Cesari, schermitrice italiana (n. 1920)
- 3 maggio - Suzy Parker, modella e attrice statunitense (n. 1932)
- 3 maggio - Richard Vendura, calciatore namibiano (n. 1981)
- 4 maggio - Sesto Bruscantini, basso-baritono italiano (n. 1919)
- 4 maggio - Richard Trowbridge, ammiraglio inglese (n. 1920)
- 4 maggio - Frank Wismayer, pallanuotista maltese (n. 1913)
- 4 maggio - David Woodley, giocatore di football americano statunitense (n. 1958)
- 5 maggio - Alfredo Caprari, politico italiano (n. 1937)
- 5 maggio - Marco Costantini, incisore italiano (n. 1915)
- 5 maggio - Ratko Đokić, mafioso montenegrino
- 5 maggio - Ilse Keydel, schermitrice tedesca (n. 1921)
- 5 maggio - Ferdinando Meomartini, giornalista, pilota automobilistico e saggista italiano (n. 1908)
- 5 maggio - Giuseppe Mettica, calciatore italiano (n. 1919)
- 5 maggio - Sultan Rachmanov, sollevatore sovietico (n. 1950)
- 5 maggio - Walter Sisulu, politico sudafricano (n. 1912)
- 6 maggio - Steve Atkinson, hockeista su ghiaccio canadese (n. 1948)
- 6 maggio - Tito García, attore spagnolo (n. 1931)
- 6 maggio - Art Houtteman, giocatore di baseball statunitense (n. 1927)
- 6 maggio - Edelio López Falcón, criminale messicano (n. 1965)
- 6 maggio - Domenico Seren Gay, produttore discografico, paroliere e compositore italiano (n. 1931)
- 7 maggio - Vincenzo Marsico, allenatore di calcio e calciatore italiano (n. 1912)
- 7 maggio - George Morrow, informatico statunitense (n. 1934)
- 8 maggio - Carlo Aliprandi, vescovo cattolico italiano (n. 1924)
- 8 maggio - Bob Osborne, cestista e allenatore di pallacanestro canadese (n. 1913)
- 9 maggio - Quentin Dean, attrice statunitense (n. 1944)
- 9 maggio - Carmen Filpi, attore statunitense (n. 1923)
- 9 maggio - Jack Gelber, drammaturgo statunitense (n. 1932)
- 9 maggio - Aleksej Medvedev, sollevatore sovietico (n. 1927)
- 9 maggio - Norbert Nagy, calciatore ungherese (n. 1969)
- 10 maggio - Leonard Michaels, scrittore statunitense (n. 1933)
- 10 maggio - Milan Vukčević, scacchista, compositore di scacchi e ingegnere jugoslavo (n. 1937)
- 11 maggio - Cecil Allen, calciatore nordirlandese (n. 1914)
- 11 maggio - Noel Redding, bassista e chitarrista britannico (n. 1945)
- 12 maggio - Guido Giannettini, giornalista, agente segreto e attivista italiano (n. 1930)
- 13 maggio - Michele Giorgianni, giurista italiano (n. 1915)
- 13 maggio - Einar Sundström, sollevatore finlandese (n. 1919)
- 13 maggio - Byron Wolford, giocatore di poker statunitense (n. 1930)
- 14 maggio - Tranquilo Cappozzo, canottiere argentino (n. 1918)
- 14 maggio - Dave DeBusschere, cestista, giocatore di baseball e allenatore di pallacanestro statunitense (n. 1940)
- 14 maggio - Otto Edelmann, basso austriaco (n. 1917)
- 14 maggio - Al Fleming, cestista statunitense (n. 1954)
- 14 maggio - Teresa Fumarola, supercentenaria italiana (n. 1889)
- 14 maggio - Wendy Hiller, attrice britannica (n. 1912)
- 14 maggio - Vittorio Martuscelli, magistrato e politico italiano (n. 1917)
- 14 maggio - Dante Quinterno, fumettista argentino (n. 1909)
- 14 maggio - Robert Stack, attore statunitense (n. 1919)
- 15 maggio - Silla Bettini, attore italiano (n. 1923)
- 15 maggio - June Carter Cash, cantautrice, musicista e attrice statunitense (n. 1929)
- 15 maggio - Pedro Chappé, cestista e allenatore di pallacanestro cubano (n. 1945)
- 15 maggio - Constantin Dăscălescu, politico romeno (n. 1923)
- 15 maggio - Rinaldo Geleng, pittore italiano (n. 1920)
- 15 maggio - Bernardo Grosser, dirigente d'azienda polacco (n. 1906)
- 15 maggio - Gaby Robert, calciatore e allenatore di calcio francese (n. 1920)
- 15 maggio - Stefano Salvemini, politico italiano (n. 1928)
- 15 maggio - Rik Van Steenbergen, ciclista su strada e pistard belga (n. 1924)
- 15 maggio - Benito Venturini, ciclista su strada italiano (n. 1937)
- 16 maggio - Mario Pavan, entomologo, speleologo e politico italiano (n. 1918)
- 16 maggio - Lazar Tasić, calciatore jugoslavo (n. 1931)
- 17 maggio - Alberto Gianquinto, pittore italiano (n. 1929)
- 17 maggio - Luigi Pintor, giornalista, scrittore e politico italiano (n. 1925)
- 17 maggio - Gerhard Schöpfel, aviatore tedesco (n. 1912)
- 18 maggio - Alfredo Cattabiani, scrittore, giornalista e traduttore italiano (n. 1937)
- 19 maggio - Ludwig Lachner, calciatore tedesco (n. 1910)
- 20 maggio - Zbigniew Gawior, slittinista polacco (n. 1946)
- 21 maggio - Pier Giovanni Donini, storico italiano (n. 1936)
- 21 maggio - Felice Orlandi, attore statunitense (n. 1925)
- 21 maggio - Alejandro de Tomaso, pilota automobilistico e imprenditore argentino (n. 1928)
- 21 maggio - Frank D. White, politico statunitense (n. 1933)
- 23 maggio - Everardo Alvarez da Cruz Filho, pallanuotista brasiliano (n. 1926)
- 23 maggio - Lauritz Opstad, storico norvegese (n. 1917)
- 23 maggio - Ray Parry, calciatore inglese (n. 1936)
- 23 maggio - Michael Pössinger, bobbista tedesco (n. 1919)
- 23 maggio - Jean Yanne, attore, sceneggiatore e regista francese (n. 1933)
- 24 maggio - Rachel Kempson, attrice britannica (n. 1910)
- 24 maggio - Arne Skouen, regista e giornalista norvegese (n. 1913)
- 24 maggio - Tahia Halim, pittrice e artista egiziana (n. 1919)
- 25 maggio - Antonio Ferrua, presbitero, archeologo e epigrafista italiano (n. 1901)
- 25 maggio - Richard Gardner, psichiatra forense e scrittore statunitense (n. 1931)
- 25 maggio - Alberto Todros, politico italiano (n. 1920)
- 25 maggio - Jeremy Michael Ward, musicista statunitense (n. 1976)
- 25 maggio - Karl Heinz Willschrei, sceneggiatore e produttore televisivo tedesco (n. 1939)
- 25 maggio - Sloan Wilson, scrittore statunitense (n. 1920)
- 26 maggio - Melitta Brunner, pattinatrice artistica su ghiaccio austriaca (n. 1907)
- 26 maggio - Virginia Carini Dainotti, bibliotecaria italiana (n. 1911)
- 26 maggio - Carlos Eduardo Dolabella, attore brasiliano (n. 1937)
- 26 maggio - Kathleen Winsor, scrittrice statunitense (n. 1919)
- 27 maggio - Luciano Berio, compositore italiano (n. 1925)
- 27 maggio - Stellan Nilsson, calciatore svedese (n. 1922)
- 27 maggio - Eugenius Marius Uhlenbeck, linguista olandese (n. 1913)
- 28 maggio - Oleg Grigor'evič Makarov, cosmonauta sovietico (n. 1933)
- 28 maggio - Ilya Prigogine, chimico e fisico russo (n. 1917)
- 28 maggio - Martha Scott, attrice statunitense (n. 1912)
- 29 maggio - Giuliano Acernese, arbitro di calcio italiano (n. 1928)
- 29 maggio - William Robert Alford, matematico statunitense (n. 1937)
- 29 maggio - Olimpia Di Nardo, attrice e cantante italiana (n. 1948)
- 29 maggio - Trevor Ford, calciatore gallese (n. 1923)
- 29 maggio - Anthony Frederick, cestista statunitense (n. 1964)
- 29 maggio - David Jefferies, pilota motociclistico britannico (n. 1972)
- 29 maggio - Pierre Restany, critico d'arte francese (n. 1930)
- 30 maggio - Mario Mattioli, pallavolista e allenatore di pallavolo italiano (n. 1945)
- 30 maggio - Mickie Most, produttore discografico britannico (n. 1938)
- 30 maggio - Günter Pfitzmann, attore, doppiatore e cabarettista tedesco (n. 1924)
- 30 maggio - Silvester Sabolčki, calciatore croato (n. 1979)
- 31 maggio - Nicolas Barone, ciclista su strada francese (n. 1931)
- 31 maggio - Francesco Colasuonno, cardinale e arcivescovo cattolico italiano (n. 1925)
- 31 maggio - Hal Haskins, cestista statunitense (n. 1924)